# Stanisław Klimek (1903–1939)
Stanisław Klimek (ur. 10 października 1903 we Lwowie, zm. 12 września 1939 w Pogroszewie) – polski antropolog kulturowy, etnograf i wykładowca. Jeden z przedstawicieli lwowskiej szkoły antropologicznej.

## Życiorys
Studiował na Uniwersytecie Lwowskim (obecnie Uniwersytet Lwowski), następnie został od 1925 roku asystentem Jana Czekanowskiego. Pod jego kierunkiem uzyskał w 1927 roku promocję doktora nauk. W 1932 roku został doktorem habilitowanym (Dr hab.). Jego badania dotyczyły typologii antropologicznej, kraniologii oraz klasyfikacji typologicznej żółtej odmiany człowieka. Stosował w badaniach taksonomicznych metodę Czekanowskiego.
W 1937 roku wyjechał jako stypendysta fundacji Rockefellera do Stanów Zjednoczonych, gdzie kontynuował badania na University of California, Berkeley. Wspólnie z antropologami Alfredem Kroeberem i Edwardem Giffordem przeprowadził badania dotyczące Indian z plemienia Yana.
Na stopień porucznika został mianowany ze starszeństwem z 1 stycznia 1937 i 4. lokatą w korpusie oficerów rezerwy piechoty.
W czasie kampanii wrześniowej dowodził 7. kompanią strzelecką 3 Pułku Piechoty Legionów. Poległ 12 września 1939 w Pogroszewie. Został pochowany na cmentarzu wojennym w Ołtarzewie.

## Prace naukowe
- Studja nad kranjologią Azji Północnej, Środkowej i Wschodniej, Pierwsza Związkowa Drukarnia, Lwów 1928.
- Przyczynek do kranjologji Indjan amerykańskich, Pierwsza Związkowa Drukarnia, Lwów 1928.
- Dalsze studja nad kranjologią Azji, Pierwsza Związkowa Drukarnia, Lwów 1930.
- Terytorja antropologiczne, Książnica-Atlas, Lwów 1932.
- z Edwardem W. Giffordem: Yana. University of California Press, Berkeley 1936.
- Człowiek, jego rasy i życie, Trzaska, Evert i Michalski, Lwów-Warszawa 1938.
- Rasa w zjawiskach społecznych, Wydawnictwo Instytutu Wyższej Kultury Religijnej we Lwowie, Lwów 1939.

Artykuły naukowe w periodykach
- Contribution à la systématique des crânes épipaléolithiques, w: Anthropologie, 6/1928, Praga 1928, s. 99–109.
- Kraniologische Beiträge zur Systematik der gelben Rasse, w: Verhandlungen der Deutschen Gesellschaft für Physische Anthropologie, E. Schweizerbart, Stuttgart 1930.
- z Wilhelmem Milke: An analysis of the material culture of the Tupi peoples, w: American anthropologist, Vol. 37/1935, s. 71–91.
- The Structure of California Indian culture, University of California Press, Berkeley 1935, w: American archeology and ethnology, Vol. 2, 37/1936.